# King Kong – Frankensteins Sohn
King Kong – Frankensteins Sohn (jap. キングコングの逆襲, Kingu Kongu no gyakushū, dt. „King Kongs Gegenangriff“) ist ein japanischer Kaiju-Film des Regisseurs Ishirō Honda. Produziert wurde der Film vom Tōhō-Studio, das vor allem für die Filme der Godzilla-Reihe bekannt ist.

## Handlung
Ein verrückter Wissenschaftler namens Dr. Who (フー, Fū) versucht das fiktive, in der Arktis vorkommende hochradioaktive  Element X abzubauen. Da sein vom Aussehen an Frankensteins Sohn King Kong angelehnter Roboter Mechani-Kong dies nicht schafft, lässt er Kong und einige Menschen, die vorher mit Kong in Verbindung standen (inklusive der von ihm ehemals entführten Susan), entführen. Diese entkommen aber alle nach kurzer Zeit und begeben sich mit dem Sohn Frankensteins nach Tokio. Hierher schickt Dr. Who auch seinen Roboter. King Kong und der Roboter kämpfen dann am Tokio Tower.

## Monster
- King Kong ist ein affenähnlicher Koloss epischen Ausmaßes. Kong hat die Fähigkeit, sich durch Strom zu stärken. Außerdem ist er schwer verwund- und leicht reizbar. Erwähnenswert ist auch King Kongs ungeheure Kraft.
- Mechani-Kong ist eine monumentale Abart modernster Technik, die von Dr. Who konstruiert wurde, um in der Arktis das Radioaktive „Element X“ abzubauen. Später wurde er von ihm auf King Kong gehetzt, mit dem er am Tokio Tower den Endkampf führte. Mechani-Kong verlor jedoch das Duell und wurde von seinem Gegner zerstört.
- Gorosaurus ist ein mutierter Tyrannosaurus Rex, der auf der Insel ein kurzes Duell gegen King Kong führt, bei dem er schnell vernichtet wird. Später war Gorosaurus auch im Godzilla-Film Frankenstein und die Monster aus dem All zu sehen.

## Produktion
Für die Spezialeffekte war Eiji Tsuburaya zuständig. Für die amerikanische Fassung wurde Dr. Who von Paul Frees gesprochen, in der Deutschen von Gerd Martienzen.

## Kritiken
„Klischeehafter Science-Fiction-Film in mäßiger Tricktechnik.“

„Harmlos-kindischer Horrorfilm, der tricktechnisch an seine japanischen Vorgänger anknüpft, inhaltlich jedoch weder Einfallsreichtum noch Geschick verrät.“

## Erstaufführungen
- Japan 22. Juli 1967
- USA 19. Juni 1968
- Deutschland 20. März 1970